# 인사이드 아웃 2
《인사이드 아웃 2》(영어: Inside Out 2)는 2024년 개봉한 미국의 성장 애니메이션 영화이다. 켈시 맨의 감독 데뷔작이다. 2015년 영화 《인사이드 아웃》의 속편이다.
13살이 된 주인공 라일리가 사춘기에 접어들면서 감정 컨트롤 본부에 ‘불안’, ‘당황’, ‘따분’, ‘부럽’을 비롯한 새로운 감정들이 등장하고, 감정의 변화와 갈등을 생생하게 그려낸 이야기이다.

## 줄거리
주인공 라일리는 중학교 아이스하키부 선수로 활발한 생활을 이어가고 있지만, 그녀의 마음속 감정 컨트롤 본부에서는 다양한 감정들이 라일리의 행동과 선택을 조율하고 있다. 본부에는 ‘기쁨’, ‘슬픔’, ‘버럭’, ‘까칠’, 그리고 ‘소심’이라는 다섯 감정이 중심이 되어 조화를 이루고 있었다.
그러던 어느 날, 본부에 예상치 못한 변화가 찾아온다. ‘불안’, ‘당황’, ‘따분’, 그리고 ‘부럽’이라는 새로운 감정들이 갑작스레 등장해 기존의 다섯 감정을 본부에서 몰아내 버린다. 이로 인해 라일리의 감정 균형은 크게 흔들리며, 평소와는 전혀 다른 모습으로 변해간다.

## 등장인물 및 성우진
성우진 표기는 영어 원판/한국어 더빙/일본어 더빙 순이다.

### 성격
- 에이미 포엘러/안소이/코시미즈 아미 : 기쁨 역
- 마야 호크/강시현/타베 미카코 : 불안 역
- 필리스 스미스/구민선/오오타케 시노부 : 슬픔 역
- 루이스 블랙/이종구/우라야마 진 : 버럭 역
- 토니 헤일/위훈/오치아이 코지 : 소심 역
- 리자 라피라/이지현/코마츠 유카 : 까칠 역
- 아요 에데비리/김나율/하나자와 카나 : 부럽 역
- 아델 엑사르쇼폴로스/이미나/사카모토 마아야 : 따분 역
- 폴 월터 하우저/박준원/무라카미 : 당황 역
- 준 스퀴브/비주언 : 추억 역

### 사람 및 조연 성격
- 켄징턴 톨먼/안소명/요코미조 나호 : 라일리 앤더슨 역
- 다이앤 레인/최하나 : 라일리의 엄마 역
- 카일 매클라클런/곽윤상 : 라일리의 아빠 역
- 폴라 펠/최하나 : 라일리 엄마의 버럭 역
- 피트 닥터/박준원 : 라일리 아빠의 버럭 역
- 릴리마르/김아롱 : 발렌티나 "발" 오르티즈 역
- 수마야 누리딘-그린/박시연 : 브리 역
- 그레이스 루/이나경 : 그레이스 역
- 용 예/이동욱 : 랜스 슬래시블레이드 역
- 이벳 니콜 브라운/비주언 : 로버츠 코치 역
- 론 펀치스/황창영 : 블루피 역
- 제임스 오스틴 존슨/정의택 : 파우치 역
- 스티브 퍼셀/박준원 : 깊이 숨겨둔 비밀 역
- 데이브 고엘즈/김단 : 프랭크 역
- 커크 대처/곽윤상 : 감독 역
- 프랭크 오즈/박준원 : 데이브 역
- 준 스퀴브/비주언 : 추억 역
- 폴라 파운드스톤/방시우 : 폴라 역
- 존 라첸버거/곽윤상 : 프리츠 역
- 사라유 블루/이미나 : 마지 역
- 플리/황창영 : 제이크 역
- 보비 모이니핸/김단 : 바비 역
- 켄들 코인 스코필드/김아롱 : 하키 아나운서 역